# Sebastián Céspedes
Sebastián Edgardo Céspedes Reyes (Rancagua, 18 de abril de 1992) es un futbolista chileno que actualmente milita en el Deportes Rengo de la Segunda División de Chile.

## Trayectoria
Proveniente de las divisiones inferiores del O'Higgins Tras haber sido una de las figuras en del cuadro Sub-18 del club fue subido oficialmente al primer equipo debutó el 25 de septiembre de 2011 en un partido contra Universidad de Chile en un partido válido por el Clausura 2011 ingresando en el minuto 75 por su compañero Boris Sagredo y bajo las órdenes del técnico José Cantillana en aquel campeonato solo alternó y fue principalmente banca. En ese año además disputó un partido por Copa Chile.
En 2012 con Eduardo Berizzo no tuvo mucha continuidad y constantemente no era citado al primer equipo jugó solo 3 partidos en el Apertura 2012 ingresando desde el banco de suplentes, además de jugar 4 partidos por la Copa Chile 2012-13. El segundo semestre finalmente el técnico argentino no lo tienen en cuenta y deciden enviarlo a préstamo a Enfoque club de la misma ciudad y que juega en la Tercera A de Chile ahí logra la continuidad esperada con el técnico Héctor Irrazábal. 
Al año siguiente se pensó que regresaba al club que lo formó pero finalmente en la pretemporada Berizzo nuevamente no lo tiene en cuenta y nuevamente partió a préstamo a Independiente de Cauquenes donde jugó algunos encuentros. El segundo semestre del 2014 Facundo Sava lo pide y regresa a O'Higgins donde finalizó su contrato. 
El 2015 fichó por Deportes Rengo, con quien ganó la Copa Absoluta 2015 de la Tercera División. Al año siguiente partió a Barnechea, en 2019 a Rangers y en 2021 a Cobresal, con el cual consiguió clasificar a la Copa Sudamericana 2021. En 2022 se fue a jugar al futbol amateur de la comuna de coltauco al Club Deportivo y Cultural Ramon Lecaros de Coltauco. En 2023 retornó a Deportes Rengo, recién ascendido a la Segunda División Profesional.

## Clubes
2022

| Club                       | País  | Año       |
| -------------------------- | ----- | --------- |
| O'Higgins                  | Chile | 2011-2012 |
| C.D.y S. Enfoque           | Chile | 2013      |
| Independiente de Cauquenes | Chile | 2014      |
| O'Higgins                  | Chile | 2014      |
| Deportes Rengo             | Chile | 2015      |
| Barnechea                  | Chile | 2015-2016 |
| Rangers                    | Chile | 2016-2018 |
| Cobresal                   | Chile | 2019-2021 |
| Deportes Rengo             | Chile | 2023-Act. |

## Palmarés

### Campeonatos nacionales
| Título        | Club           | País  | Año  |
| ------------- | -------------- | ----- | ---- |
| Copa Absoluta | Deportes Rengo | Chile | 2015 |